# Мазар, Эйлат
Эйлат Мазар (10 сентября 1956 — 25 мая 2021) — израильский археолог. Она специализировалась на иерусалимской и финикийской тематике. Проводила раскопки на Храмовой горе и в Ахзиве. Имела звание доктора философии (Ph.D., Еврейский университет в Иерусалиме, 1997). Является внучкой израильского археолога Биньямина Мазара. Мать четырёх детей. Жила в Иерусалиме.

## Открытия
4 августа 2005 Мазар объявила об обнаружении в Иерусалиме того, что может быть дворцом библейского царя Давида, согласно Библии второго царя объединённого Израильского царства, который возможно правил в конце одиннадцатого столетия/начале десятого столетия до нашей эры. Сегодня этот объект называют Большим каменным строением. Данное общественное здание, открытое Мазар, она датировала X веком до н. э. Были найдены медный свиток, керамика и глиняная булла (подвесная печать).
В 2007 Мазар сообщила об открытии того, что она назвала стеной Неемии.
В 2010 она раскопала часть древних стен, окружавших некогда Город Давида. Тем не менее, их датировка X в. до н. э. вызвала споры среди археологов.
9 сентября 2013 года было объявлено о том, что она нашла у подножия Храмовой горы золотой клад конца византийского периода. Прозванный Офельским сокровищем пролежавший в земле около 1400 лет клад содержал, в числе прочих предметов, золотой медальон, на котором были вытравлены менора, шофар и свиток Торы.
В 2015 Мазар обнаружила королевскую буллу библейского Езекии, относящуюся к периоду 727—698 гг. до н. э.. Согласно Мазар, это был первый случай, когда археологам удалось обнаружить израильскую или иудейскую царскую печать.

## Подход
Мазар утверждала, что работает «с Библией в одной руке и инструментом для раскопок в другой». Некоторыми другими археологами такой подход критикуется, так как, по их мнению, ведёт к пристрастным датировкам находок и тенденциозности их трактовок.

## Публикации
- Mazar, Eilat. Did I Find King David's Palace? (неопр.) // Biblical Archaeology Review. — 2006. — Т. 32, № 1) (January/February. — С. 16—27, 70. ISSN 00989444
- Mazar, Eilat (2004). The Phoenician Family Tomb N.1 at the Northern Cemetery of Achziv (10th-6th Centuries BCE). Sam Turner Expedition. Final Report of the Excavations (Cuadernos de Arquelogia Mediterranea 10), Barcelona.
- Mazar, Eilat (2003). The Phoenicians in Achziv, The Southern Cemetery. Jerome L. Joss Expedition. Final Report of Excavations 1988—1990 (Cuadernos de Arquelogia Mediterranea 7), Barcelona.
- Mazar, Eilat. The Temple Mount Excavations in Jerusalem 1968–1978 Directed by Benjamin Mazar Final Reports Vol. II: The Byzantine and Early Islamic Periods (англ.). — Jerusalem: Institute of Archaeology, Hebrew University of Jerusalem, 2003. — Vol. 43. — (Qedem).
- Mazar, Eilat. The Complete Guide to the Temple Mount Excavations (англ.). — Jerusalem: Shoham Academic Research and Publication, 2002. — ISBN 965-90299-1-8.
- Mazar, Eilat. The Monastery of the Virgins - Byzantine Period - Temple Mount Excavations in Jerusalem (англ.). — Institute of Archaeology, Hebrew University of Jerusalem, 1999.
- Mazar, Eilat. with Mazar, B. (1989). «Excavations in the South of the Temple Mount». The Ophel of Biblical Jerusalem, Jerusalem.